# Olivier Dahan

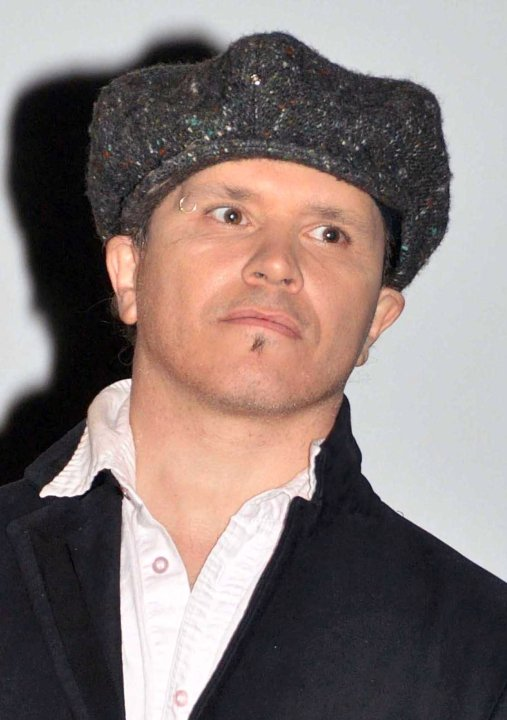
Olivier Dahan bei der Premiere seines Spielfilms My Own Love Song (2010)

Olivier Dahan (* 26. Juni 1967 in La Ciotat) ist ein französischer Filmregisseur.
Dahan studierte von 1987 bis 1991 Kunst in Marseille. Nach seinem Abschluss arbeitete er als freier Maler und führte Regie bei Musikvideos für Künstler wie Zucchero und The Cranberries. Seit 1989 drehte er bereits Kurzfilme, sein erster Spielfilm Déjà mort erschien 1998.
Mit der Luc-Besson-Produktion Die purpurnen Flüsse 2 – Die Engel der Apokalypse widmete er sich 2004 dem Thrillergenre; seinen internationalen Durchbruch als Filmregisseur feierte er 2007 mit der Filmbiografie La vie en rose über das Leben von Édith Piaf. Der Film hatte seine Welturaufführung als Eröffnungsfilm der Berlinale 2007. Hauptdarstellerin Marion Cotillard wurde für die Darstellung der Edith Piaf 2008 mit dem Oscar ausgezeichnet.
2014 wurde mit Grace of Monaco ein Film über Grace Kelly mit Nicole Kidman, Tim Roth und Frank Langella veröffentlicht.

## Filmografie (Auswahl)
- 2004: Die purpurnen Flüsse 2 – Die Engel der Apokalypse (Les rivières pourpres II – Les anges de l'apocalypse)
- 2007: La vie en rose (La Môme)
- 2010: My Own Love Song
- 2012: Die Vollpfosten – Never Change a Losing Team (Les Seigneurs)
- 2014: Grace of Monaco